# Hypericum gymnanthum
Hypericum gymnanthum är en johannesörtsväxtart som beskrevs av Georg George Engelmann och A. Gray. Hypericum gymnanthum ingår i släktet johannesörter, och familjen johannesörtsväxter. Inga underarter finns listade i Catalogue of Life.